# Centre Mèdic Kaplan
El Centre Mèdic Kaplan (en hebreu: מרכז רפואי קפלן) (Merkaz Refui Kaplan) és un hospital situat al sud de la ciutat de Rehovot. En 2001, el centre comptava amb 535 llits i en maig de 2007 va ser el desè hospital més gran d'Israel. El centre presta serveis mèdics a tota la població de la regió de Shephelah i en els municipis de Rejovot, Yavne i Gedera. L'hospital serveix a la població de Asdod juntament amb el Centre Mèdic Barzilai situat en Ascaló.
L'hospital va ser fundat en 1953 i va rebre el nom de Eliezer Kaplan, un conegut polític sionista i ministre d'Hisenda d'Israel. El centre mèdic Kaplan és un hospital universitari. El centre està afiliat amb l'organització de dones Hadassah i amb la Facultat de medicina de la Universitat Hebrea de Jerusalem. L'hospital Kaplan té un centre en el municipi de Guederà anomenat Herzfeld Geriatric Center, que serveix principalment com a hospital geriàtric i llar d'avis.

## Departaments
El centre mèdic Kaplan disposa de departaments avançats en la majoria de camps importants de la medicina i té un personal mèdic nacionalment reconegut. El seu personal mèdic col·labora amb les principals institucions acadèmiques i d'investigació a Israel (principalment, amb l'Institut Weizmann de Ciències i amb la Universitat Hebrea de Jerusalem) i amb organitzacions de fora del país, per romandre en l'avantguarda de la tecnologia i els estàndards mèdics. Els següents són alguns dels departaments del centre mèdic Kaplan que combinen l'excel·lència mèdica amb la tecnologia més avançada:
- Departament de cirurgia ambulatòria

- Centre de salut del cor, aquest departament està basat en una innovadora metodologia i és un dels centres més avançats i complets d'Israel. És un centre cardíac avançat que duu a terme cirurgia a cor obert.

- El Laboratori de cateterització, és un departament que inclou a totes les subespecialitats no invasives de cardiologia. L'hospital porta a terme la substitució de la vàlvula aòrtica, és un centre comparable als centres de cardiologia més avançats en el món.
- Un centre de diagnòstic i tractament d'avantguarda per a trastorns cardiovasculars, incloent així mateix tot l'espectre d'imatges no invasives.

- El recentment construït departament d'emergències i unitat de trauma Ilan Ramon, es considera a Israel com a centre líder en el camp de la Medicina d'emergència. El departament va ser nomenat en memòria del difunt coronel Ilan Ramon, el primer astronauta israelià que va morir el 16 de gener de 2003 amb la tripulació del transbordador espacial Columbia.

- L'institut Geriàtric d'Educació i Recerca i el centre de Rehabilitació geriàtrica Hartzfeld

- El departament de Ginecologia i Obstetrícia

- El centre d'Hematologia i Oncologia.

- El centre de Metodologies Innovadores de Recerca i Tractament del Càncer, incloent el programa de medul·la òssia i cèl·lules mare.

- La Unitat de cures intensives Centre de Tractament i Investigació de la SIDA Neve Or, és la principal clínica especialitzada en el virus de la SIDA a Israel.

- El departament de Medicina nuclear i Unitat d'Isòtops

- L'institut d'Oncologia i la Unitat de Tumors del Sistema Digestiu

- El departament d'Oftalmologia.

- La unitat de cura pediàtrica forma part del departament de pediatria del centre mèdic Kaplan, rep anualment a 55.000 pacients de 0 a 16 anys. El seu hospital actual compta amb 60 llits, la unitat rep a més de 6.000 nens anualment.

- L'institut pulmonar.